# 圣斐伦索广场
43°46′11.32″N 11°15′27.79″E / 43.7698111°N 11.2577194°E

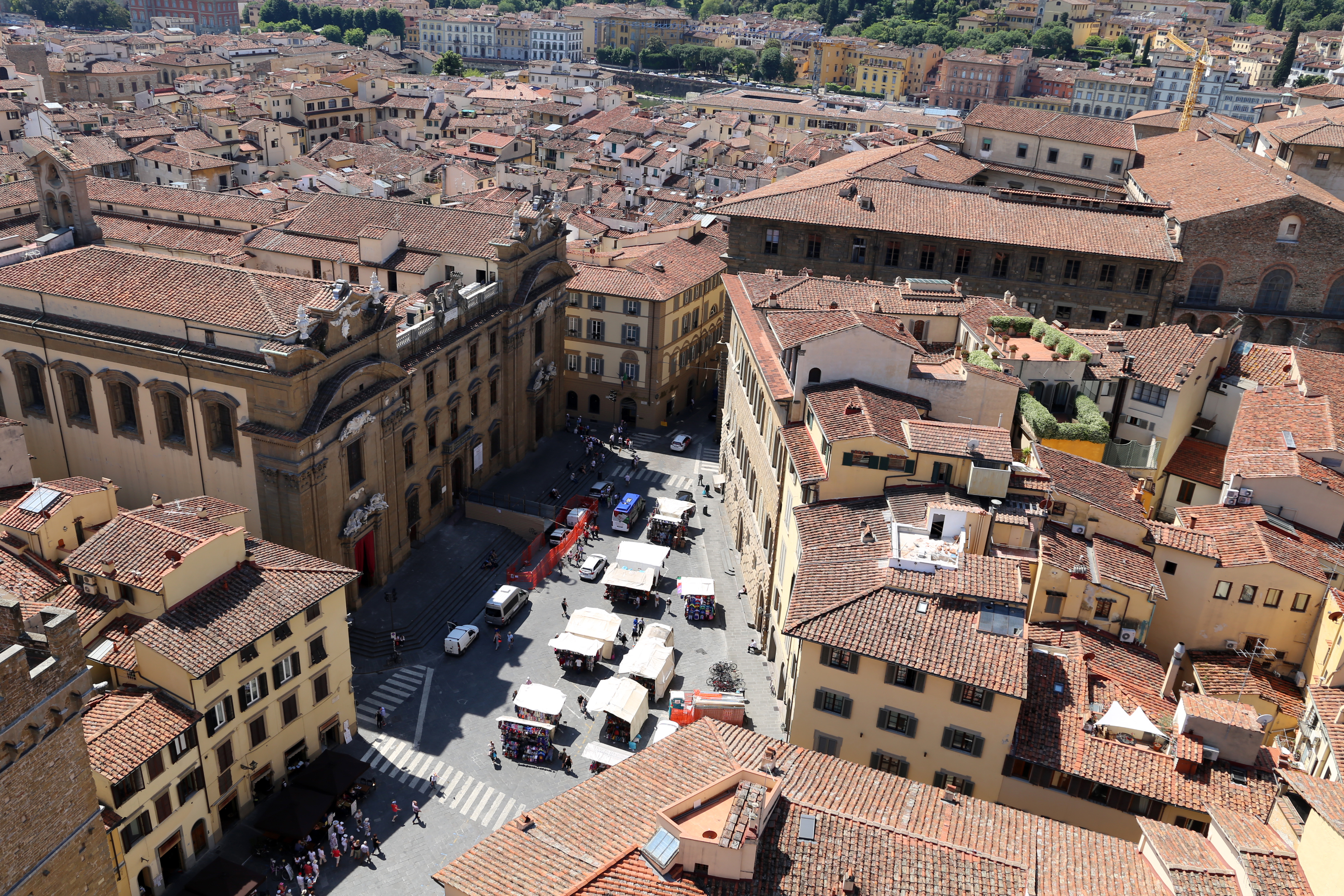
Tribunale

圣斐伦索广场（Piazza San Firenze）是意大利佛罗伦萨的一个细长的杏仁形广场，广场得名于圣斐伦索堂（chiesa di San Fiorenzo）。

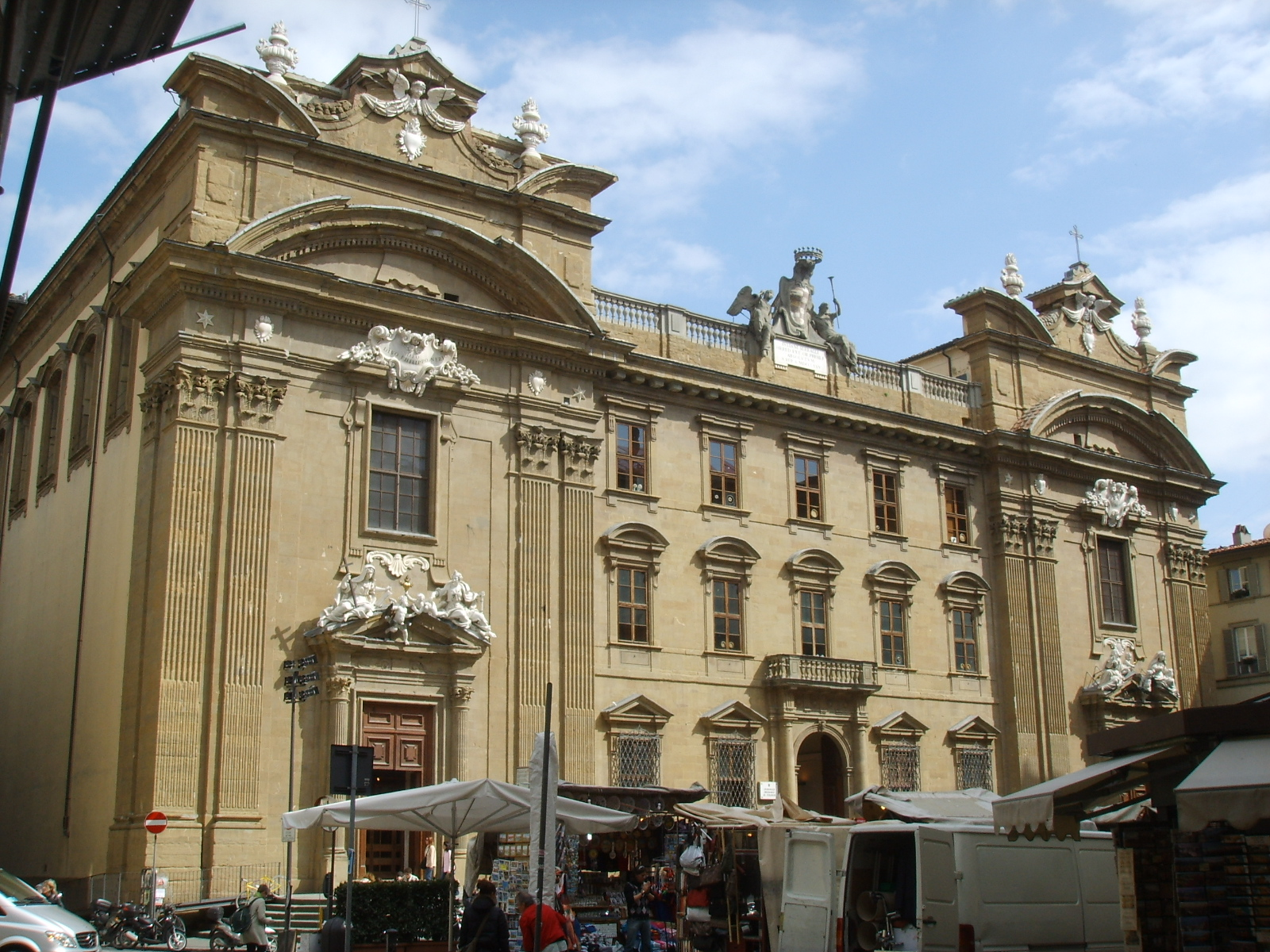
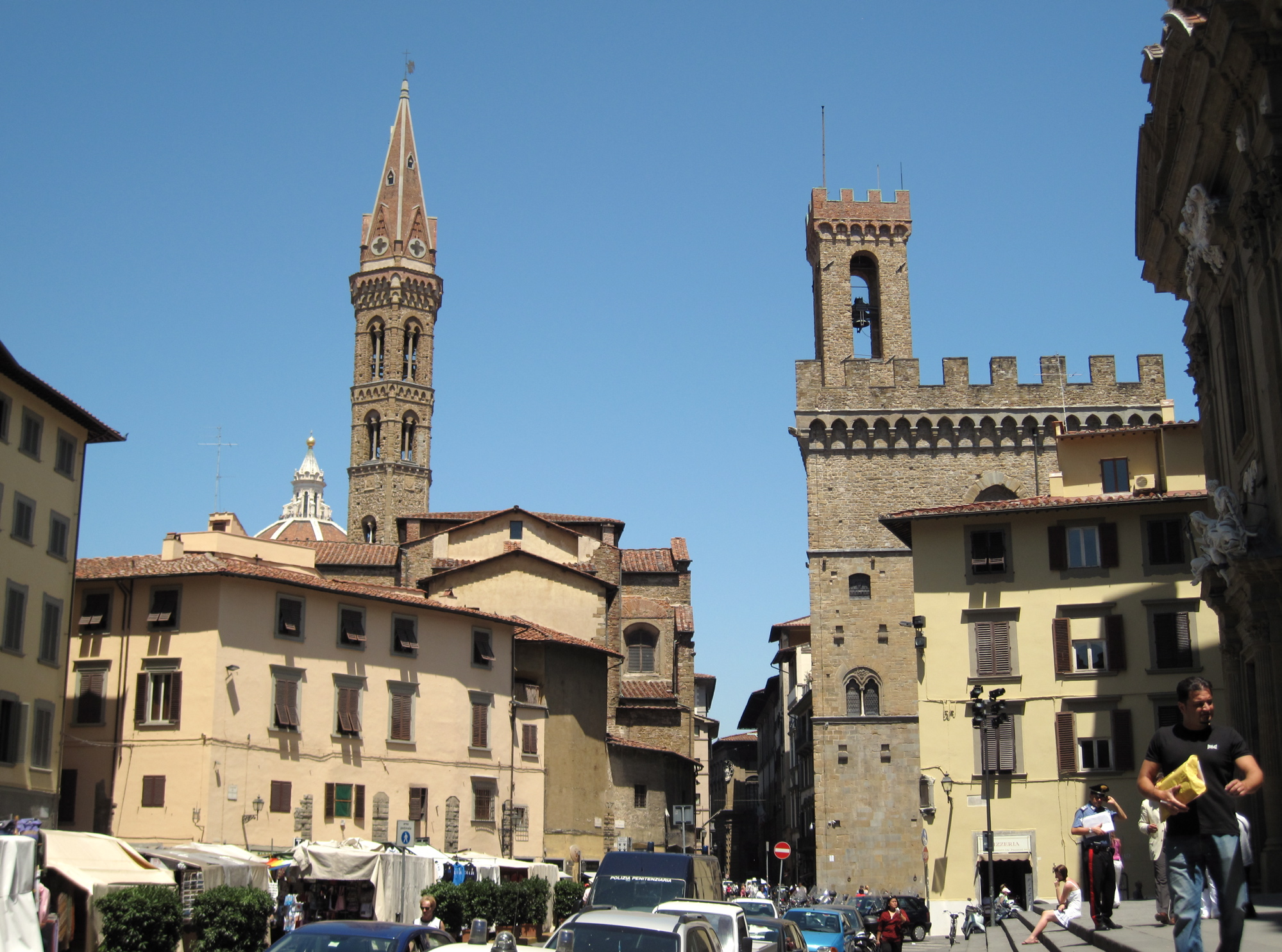
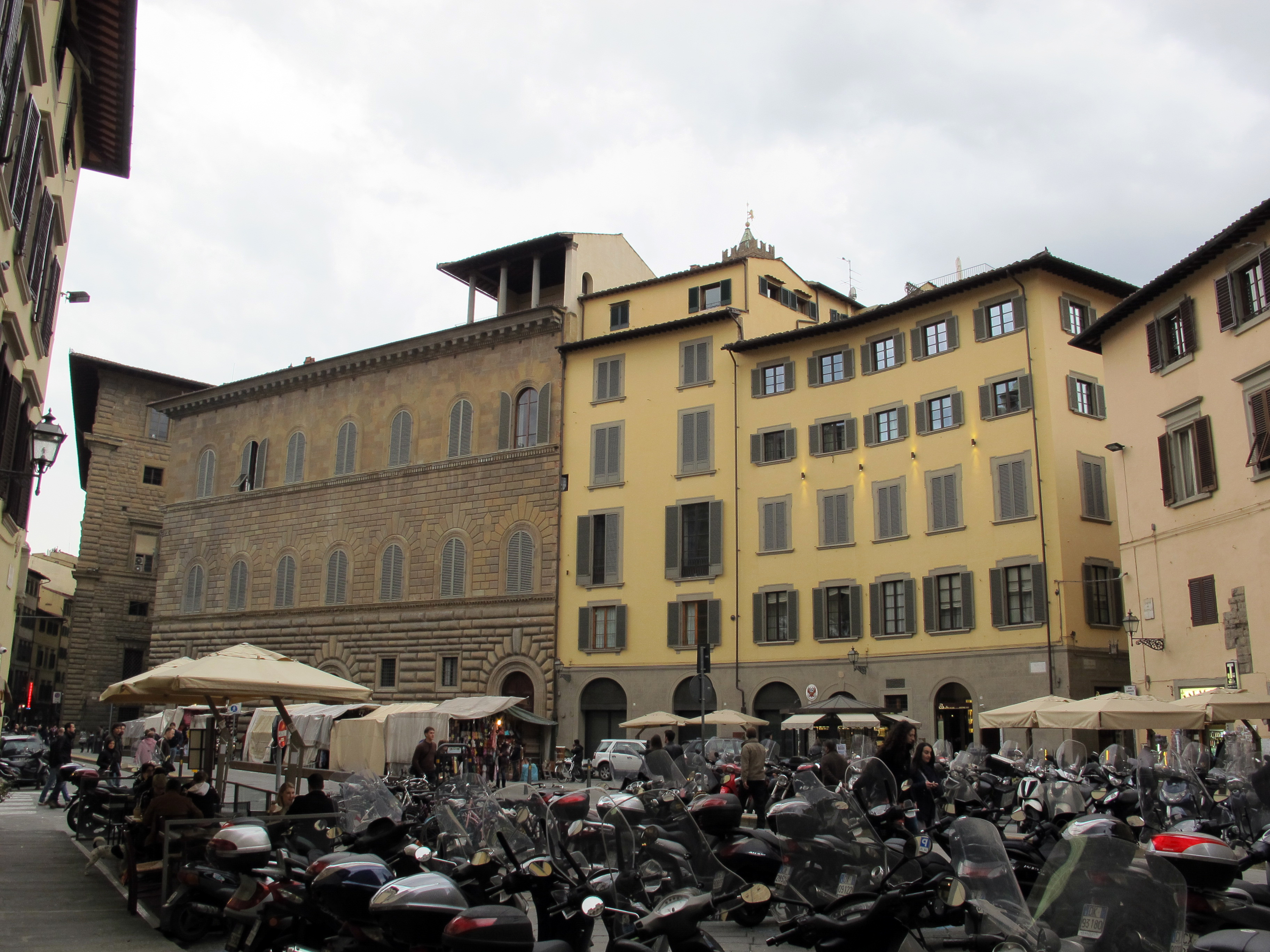

宏伟的旧宫位于圣斐伦索广场的西南一角。
秘鲁领事馆设于圣斐伦索广场。